# Stadlern
Stadlern es un municipio situado en el distrito de Schwandorf, en el estado federado de Baviera (Alemania). Tiene una población estimada, a fines de 2021, de 513 habitantes.
Forma parte de la mancomunidad de municipios (verwaltungsgemeinschaft) de Schönsee.
Está ubicado al este del estado, en la región de Alto Palatinado, cerca de la orilla del río Naab —un afluente izquierdo del Danubio— y de la frontera con la República Checa.